# Liste der Kulturgüter in Matzendorf
Die Liste der Kulturgüter in Matzendorf enthält alle Objekte in der Gemeinde Matzendorf im Kanton Solothurn, die gemäss der Haager Konvention zum Schutz von Kulturgut bei bewaffneten Konflikten, dem Bundesgesetz vom 20. Juni 2014 über den Schutz der Kulturgüter bei bewaffneten Konflikten sowie der Verordnung vom 29. Oktober 2014 über den Schutz der Kulturgüter bei bewaffneten Konflikten unter Schutz stehen.
Objekte der Kategorie A sind im Gemeindegebiet nicht ausgewiesen, Objekte der Kategorie B sind vollständig in der Liste enthalten, Objekte der Kategorie C fehlen zurzeit (Stand: 1. Januar 2023).

## Kulturgüter
| Foto |                                                                      | Objekt                                    | Kat. | Typ | Standort                         | Beschreibung                          |
| ---- | -------------------------------------------------------------------- | ----------------------------------------- | ---- | --- | -------------------------------- | ------------------------------------- |
| ja   | Datei hochladen · Wikidata zu Keramikmuseum (Q27485055)              | Keramikmuseum (Sammlung) KGS-Nr.: 04597   | B    | S   | Kirchstrasse 20 614203 / 239592  |                                       |
| ja   | Datei hochladen · Wikidata zu Pfarrkirche St. Pankratius (Q29881007) | Pfarrkirche St. Pankratius KGS-Nr.: 04598 | B    | G   | Kirchstrasse 71 613781 / 239478  |                                       |
| ja   | Datei hochladen · Wikidata zu Pfarrhaus (Q29881006)                  | Pfarrhaus KGS-Nr.: 11183                  | B    | G   | Kirchstrasse 20 614200 / 239590  | Gebäude des Keramikmuseums Matzendorf |
| ja   | Datei hochladen · Wikidata zu Ehemalige Mühle (Q29881002)            | Ehemalige Mühle KGS-Nr.: 11184            | B    | G   | Mühlestrasse 14 614668 / 238944  |                                       |
| ja   | Datei hochladen · Wikidata zu Kapelle St. Antonius (Q29881005)       | Kapelle St. Antonius KGS-Nr.: 13519       | B    | G   | Horngrabenweg 14 613431 / 237836 |                                       |